# 20657 Alvarez-Candal
20657 Alvarez-Candal è un asteroide della fascia principale. Scoperto nel 1999, presenta un'orbita caratterizzata da un semiasse maggiore pari a 3,1078126 UA e da un'eccentricità di 0,1853908, inclinata di 15,03327° rispetto all'eclittica.